# Spongodes acicularis
Spongodes acicularis är en korallart som först beskrevs av Verseveldt 1966.  Spongodes acicularis ingår i släktet Spongodes och familjen Nephtheidae. Inga underarter finns listade i Catalogue of Life.